# Klokrypare
Klokrypare (Pseudoscorpiones), även kallade pseudoskorpioner eller bokskorpioner, är en ordning inom spindeldjuren. Till ordningen hör bland annat bokskorpionen.

## Kännetecken
Klokrypare har en storlek på 1-10 millimeter. De har två klor och kan till utseendet likna små skorpioner, men klokrypare har till skillnad från skorpioner ingen gifttagg. Istället har de giftkörtlar i klorna. De har liksom andra palpkäkar åtta ben.

## Utbredning
Klokrypare finns i nästan hela världen utom i Arktis och Antarktis. Det finns cirka 3 000 kända arter. Från Sverige finns minst 20 arter beskrivna.

## Levnadssätt
Klokryparna är små rovdjur och jagar ensamma. De livnär sig på olika sorters smådjur, som kvalster. De griper tag i bytet med sina klor som innehåller giftkörtlar som gör att bytet dör.